# Medalhistas olímpicos do lacrosse
Segue a lista dos medalhistas olímpicos do lacrosse:

## Masculino

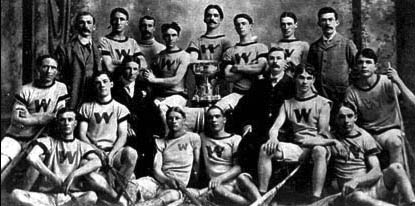
Atletas do Winnipeg Shamrocks, equipe campeã em Saint Louis 1904.

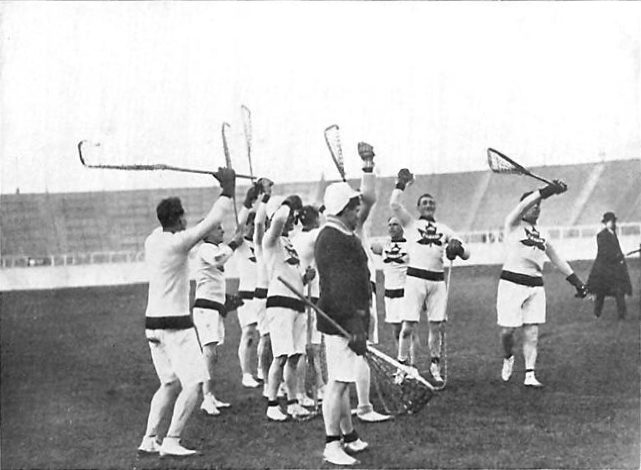
O Canadá voltou a conquistar a medalha de ouro em 1908.

| Evento                      | Ouro | Prata | Bronze | Ref.        |
| --------------------------- | --- | --- | --- | ----------- |
| Saint Louis 1904 (detalhes) | Élie Blanchard Billy Brennagh George Bretz William Burns George Cattanach George Cloutier Sandy Cowan Jack Flett Benjamin Jamieson Stuart Laidlaw Hilliard Lyle Lawrence Pentland CAN Canadá                                   | J. W. Dowling W. R. Gibson Patrick Grogan Tom Hunter W. A. Murphy William Partridge George Passmore William T. Passmore W. J. Ross Jack Sullivan Albert Venn A. M. Woods USA Estados Unidos                                                                                     | Black Hawk Black Eagle Almighty Voice Flat Iron Spotted Tail Half Moon Lightfoot Snake Eater Red Jacket Night Hawk Man Afraid Soap Rain in Face CAN Canadá | [ 2 ] [ 3 ] |
| Londres 1908 (detalhes)     | Patrick Brennan John Broderick George Campbell Angus Dillon Frank Dixon Richard Duckett J. Fyon Tom Gorman Ernest Hamilton Albert Hara Henry Hoobin Clarence McKerrow David McLeod George Rennie Alexander Turnbull CAN Canadá | Gustav Alexander J. Alexander L. Blockey George Buckland Eric Dutton V. G. Gilbey S. N. Hayes F. S. Johnson Wilfrid Johnson Edward Jones Reginald Martin Gerald Mason G. J. Mason Johnson Parker-Smith Hubert Ramsay Charles Scott H. Shorrocks Norman Whitley GBR Grã-Bretanha | nenhum | [ 4 ] [ 5 ] |